# Kustlövmätare
Kustlövmätare, Scopula emutaria, är en fjärilsart som beskrevs av Jacob Hübner 1800/08. Kustlövmätare ingår i släktet Scopula och familjen mätare, Geometridae. Arten är ännu inte påträffad i Sverige. En underart finns listad i Catalogue of Life, Scopula emutaria subroseata Haworth, 1809. 